# اکلی تاجر
اکلی تاجر (به فرانسوی: Akli Tadjer) نویسنده فرانسوی-الجزایری قرن بیستم میلادی اهل فرانسه است.